# Federal Way (Washington)
Federal Way je grad u američkoj saveznoj državi Washington. Prema popisu stanovništva iz 2010. u njemu je živjelo 89.306 stanovnika.